# Maria Rosenkranzkönigin (Sarajevo)

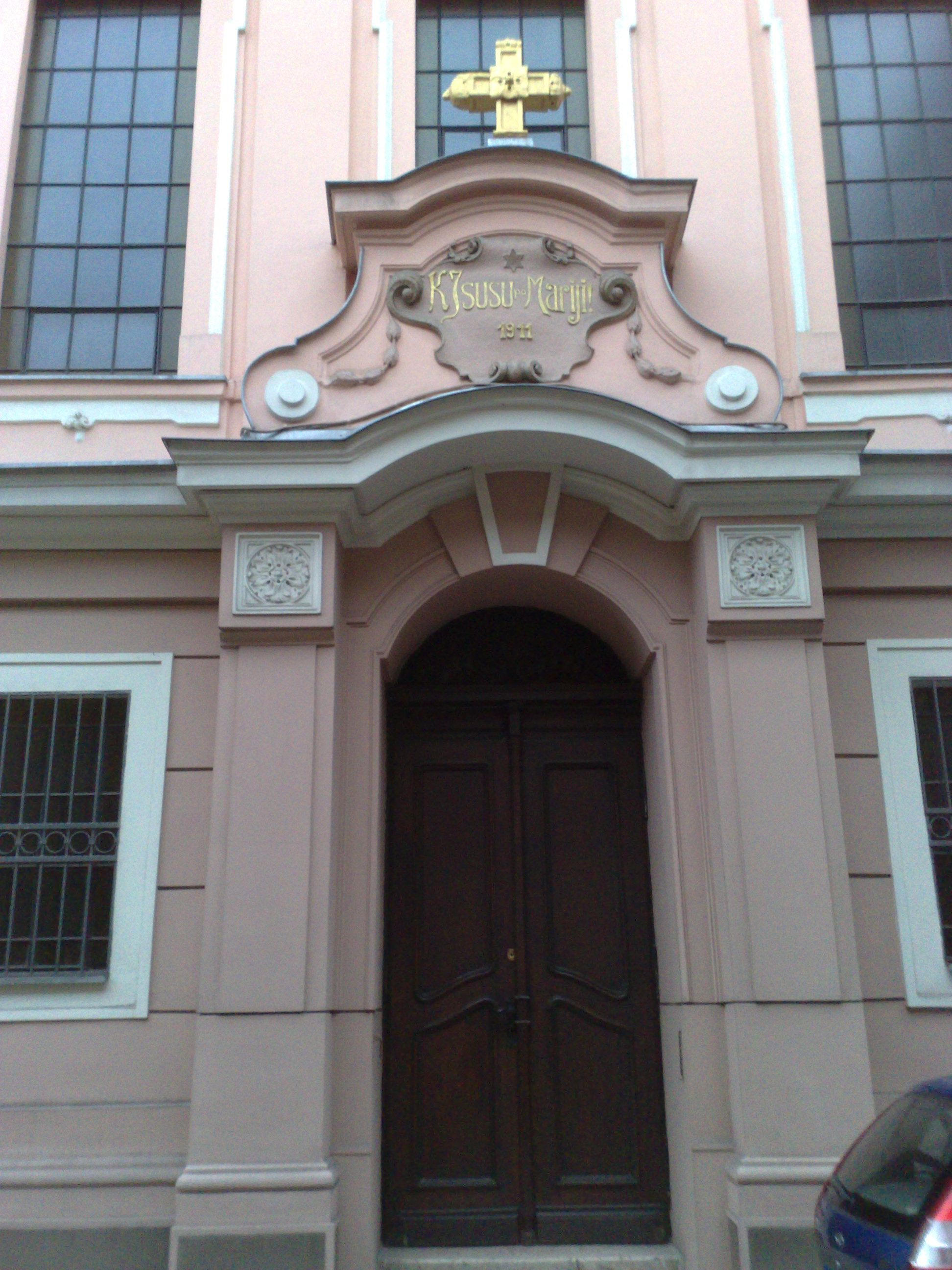
Kirche Maria Rosenkranzkönigin in Sarajevo

Maria Rosenkranzkönigin (bosnisch Crkva Kraljice sv. krunice) ist eine römisch-katholische Kirche in Sarajevo in Bosnien-Herzegowina. Sie gehört als Pfarrkirche zum Erzbistum Vrhbosna.

## Geschichte und Lage
Bald nach der Annexion Bosniens (1908) entstanden weitere katholische Kirchneubauten in Sarajevo, darunter die Kirche Maria Rosenkranzkönigin nördlich der Altstadt im Stadtviertel Bjelave in der heutigen Gemeinde Sarajevo-Centar. Hier erbaute man in den Jahren 1910 und 1911 eine doppeltürmige Basilika. Sie entstand als Kirche für das Josephskloster (samostan sv. Josipa) der Kongregation der Töchter der göttlichen Liebe (Kćeri Božje ljubavi), steht heute aber allen Gläubigen offen. Architekt war Josip Vancaš, mit der Umsetzung wurde Ludvig Jungwirt aus Sarajevo betraut. Die Grundsteinlegung erfolgte am 8. Mai 1910, die Weihe bereits am 1. November 1911.
Ähnlich wie bei der St. Vinzenz von Paul wurden hier Kirche, Kloster und Schule kombiniert. An der heutigen Mehmed-Pascha-Sokolović-Straße (ul. Mehmed-paše Sokolovića) gründeten die Töchter der göttlichen Liebe im Jahr 1882 als dritter Frauenorden in Bosnien ein Kloster. Es entstand auf dem Banjski-Brijeg-Hügel in Bjelave und besaß eine kleine Kapelle, deren Aussehen nur durch ein historisches Foto bekannt ist, sowie das Marieninstitut (Marijin zavod), das für Haushaltshilfen gedacht war, im Südwesten und das Klostergebäude im Nordosten schräg gegenüber der Sarač-Ismail-Moschee von Bjelave.
Bevor das umliegende Areal bebaut wurde, nannten die Bewohner Sarajevos den alleinstehenden Gebäudekomplex „die Stadt auf dem Berg“. Auch das Areal selbst wurde weiter ausgebaut und so entstand für die Bildungseinrichtung St.-Joseph-Institut (Zavod sv. Josipa) in den Jahren von 1906 bis 1908 ein Neubau im Südwesten des heutigen Areals sowie 1910 die Klosterkirche im Südosten des Areals zwischen Kloster und Bildungseinrichtung anstelle des dafür abgerissenen Marieninstituts des Klosters. Die Finanzierung erfolgte über eine mehrjährige Spendensammlung. Durch die enge Bebauung des Viertels, aber auch des Areals ist die Kirche nur noch zum Teil sichtbar. Teil dieses Aufsiedlunsgprozesses des Stadtviertels war die Erbauung der Bjelave-Synagoge am nahe westlich der Schule gelegenen Mejtaš-Platz.
Nach dem Zweiten Weltkrieg wandelte man das Klostergebäude in einen Betrieb zur Herstellung orthopädischer Hilfsmittel um. Die Krankenpflegeschule der Schwestern wurde verstaatlicht, so dass ihnen nur noch die Kirche zur Verfügung stand. Dies erreichte man durch eine Besetzung der Kirche, nachdem Pläne bekannt wurden, diese in einen Kinosaal umzuwandeln. Im Jahr 1982 wurde die Kirche renoviert. Während des Bosnienkrieges schlugen mehrere Granaten im Dach der Kirche ein. Im Jahr 1994 wurde den Schwestern das Schulgebäude zurück übertragen, im Jahr 2008 auch das Kloster, das daraufhin restauriert wurde. Es war schwer beschädigt und auch die Kirche wurde bei dieser Gelegenheit saniert, erhielt elektronische Glocken und eine Orgel. Zudem wurde ihr Dach ausgebessert und die Fassade wiederhergestellt. Heute werden die Gebäude des Areals für das Katholische Schulzentrum „St. Joseph“ (Katolički školski centar Sv. Josip) genutzt, das hier unter anderem ein Internat in den Räumlichkeiten des Klosters betreibt und ebenfalls zum Erzbistum Vrhbosna gehört.

## Baubeschreibung
Die 30 × 16 Meter messende Klosterkirche besitzt zwei 25 Meter hohe Türme. Die Hauptfassade mit den Türmen zeigt nach Süden und ist durch stark ausgeprägte Gesimse horizontal sowie durch Pilaster vertikal gegliedert. Das Portal in der mittleren der fünf Fensterachsen ragt bis ins erste Obergeschoss und trägt die Inschrift „K Isusu po Mariji 1911“ (deutsch „Zu Jesus durch Maria 1911“). Es führt die Außentreppe ins Gebäude und wird von einem Volutengiebel samt Kreuz bekrönt. Im ersten Obergeschoss sind nur die mittleren drei Achsen mit Fenstern ausgestattet. Diese werden zusätzlich dadurch betont, dass sich über jedem ein Ochsenauge befindet. Die Pilaster rahmen hingegen die jeweils äußere Achse ein und da sich in diesen Achsen auf der Höhe der Ochsenaugen jeweils eine Vertäfelung mit identischer Einfassung wie bei den Rundfenstern befindet, wird eine horizontale Zweiteilung erreicht, die durch die doppelte Höhe des ersten Obergeschosses und die Vertiefung auf Höhe der Hauptfenster noch betont wird. Diese Hauptfenster werden durch Engelsköpfe bekrönt. Im zweiten Obergeschoss wurde die mittlere Fensterachse durch einen Schweifgiebel ersetzt, in dem sich eine Marienstatue mit dem Jesuskind in einer Nische befindet.

## Ausstattung
Das Mittelschiff ist von den Seitenschiffen durch jeweils zwei Pfeiler getrennt, zwischen denen sich Bögen spannen. An den Pfeilern finden sich Konsolen, auf denen Statuen verschiedener Heiliger stehen: Augustinus von Hippo, Johannes Nepomuk, Barbara und Notburga. Die Statuen stammen ursprünglich aus Tirol. Emporen ziehen sich quer durch die drei Kirchenschiffe und trennen so den Chor ab. Diese von Säulen getragenen Emporen dienen den Schwestern zum Gebet. Für die älteren und kranken Schwestern, denen der Aufstieg zu beschwerlich war, wurden die Fenster im Erdgeschoss des Chors eingebaut, durch die sie am Gottesdienst teilnehmen konnten. Trotz der dichten Umbauung ist das Kircheninnere relativ gut natürlich beleuchtet. Die Verzierung der Wände der Kirche mit Ornamenten setzte Karlo Richter, ein Maler aus Sarajevo, um. Die Gemälde in der Kirche sind von der Beuroner Kunstschule beeinflusst. Das Kirchengestühl und die Beichtstühle wurden aus slawonischer Eiche angefertigt.
Insgesamt vier Altäre gibt es in der Kirche. Drei stammen aus der österreichisch-ungarischen Zeit, wobei der Hauptaltar der Kirche ein Geschenk des habsburgischen Kaisers Franz Joseph I. war, woran die lateinische Inschrift „Donavit Sua Majestas Franciscus Josephus I.“ erinnert. Er befindet sich im Mittelschiff, wohingegen die Nebenaltäre in den Seitenschiffen zu finden sind. Der architektonische Teil des Hauptaltars stammt von Josip Vancaš. Vor dem Hauptaltar wurden Marmorstatuen der Heiligen Aloisius von Gonzaga und Stanislaus von Krakau aufgestellt. Die Altäre in dem rechten Seitenschiff stifteten die Erzbischöfe von Vrhbosna Ivan Evanđelist Šarić (Herz-Jesu-Altar) und Josef Stadler (St.-Joseph-Altar). Zudem befindet sich in diesem rechten Kirchenschiff eine Nische mit einer Pietà. Im linken Seitenschiff steht der St.-Anna-Altar. Er ist ein Geschenk der Congregatio Mariana. Die zentrale Nische fungiert hier als Andachtsstätte für die selige Schwester Jula Ivanišević und ihre Mitschwestern, die sogenannten „Drina-Märtyrerinnen“. Der Maler Ante Mamuša (Novi Travnik) schuf hierfür ein Gemälde von ihnen (Jula, Berchmana, Krizina, Antonija und Bernadette).
Durch die Statuen und kunstvollen Einrichtungsgegenstände gilt die Kirche als besonders repräsentativ. Mit der sonstigen Ausmalung der Kirche beauftragte man Oton Iveković. Von diesem stammt auch das Altarbild der Unbefleckten Jungfrau. Die Herz-Jesu-Statue aus der ehemaligen Klosterkapelle wurde im Vestibül aufgestellt, wo kunstvoll geschmiedete Gitter kleine Bereiche zum Beten abtrennen. Die Glocken wurden im Ersten Weltkrieg als Metallspende abgenommen.